# Bruceloza
Bruceloza (isto Undulirajuća, malteška, mediteranska ili gibraltarska vrućica) je bolest uzrokovana mikroorganizmima iz roda Brucella, karakterizirana akutnim febrilnim stadijem s malo ili bez lokalizirajućih simptoma, te kroničnim stadijem s relapsima vrućice uz slabost, znojenje i mukle boli.  

## Etiologija i epidemiologija
Uzročnici humane bruceloze su Brucella abortus (stoka), Brucella melitensis (ovce i koze) i Brucella suis (svinje – Brucella suis biotip 4, ranije poznat kao Brucella rangiferi, kod aljaskih i sibirskih karibua). Brucella canis (psi) uzrokovala je sporadične infekcije. Infekcije brucelama opisane su kod jelena, bizona, konja, losova, zečeva, kokoši i pustinjskih miševa. 
Bruceloza se stiče izravnim dodirom sa sekretima i ekskretima inficiranih životinja ili ingestijom neprokuhanog mlijeka ili mliječnih proizvoda koji sadrže Brucella mikroorganizme. Interhumani prijenos je rijedak. Bruceloza je najčešća u ruralnim područjima. To je profesionalna bolest mesara, veterinara, lovaca, seljaka i uzgajivača stoke; djeca se mogu zaraziti konzumirajući neprokuhano mlijeko ili nepasterizirani sir. Bruceloza je vrlo rijetka u SAD, Europi i Kanadi ali se slučajevi i dalje prijavljuju na srednjem istoku, u mediteranskim područjima, Meksiku i srednjoj Americi. 

## Simptomi i znaci
Inkubacija varira od 5 dana do nekoliko mjesci, a u prosjeku iznosi 2 tjedna. Početak može biti nagao sa zimicama i vrućicom, jakom glavoboljom, mialgijama, malaksalošću i ponekad proljevom; ili može biti postupan s blagom prodromalnom malaksalošću, mialgijama, glavoboljom i bolom u šiji, nakon čega dolazi do večernjeg porasta tjelesne temperature. S napredovanjem bolesti, temperatura raste do 40 ili 41 ˚C (104 ili 105 F), zatim postupno pada na normalu ili gotovo normalu ujutro, kada se javlja profuzno znojenje.
Tipično je da intermitentna temperatura traje 1 do 5 tjedana, zatim slijedi remisija sa znatno smanjenim ili odsutnim simptomima, koja traje od 2 do 14 dana; nakon toga se ponavlja febrilni stadij. Ponekad se ovaj obrazac bolesti pojavljuje samo jednom, no povremeno slijedi akutna ili kronična bruceloza s valovima febriliteta (undulacijama) i remisijama, što se izmjenjuju mjesecima ili godinama. Kod nekih bolesnika može se pojaviti samo kratkotrajna vrućica. 
Nakon početnog stadija, obično je naglašena opstipacija; pojavljuju se anoreksija, gubitak težine, bol u trbuhu, artralgije, glavobolja, bol u križima, slabost, iritabilnost, nesanica, depresija i emocionalna labilnost. Nastaje splenomegalija, a limfni čvorovi mogu biti lagano ili umjereno povećani; hepatomegalija može biti prisutna u do 50% bolesnika. 
Bolesnici s akutnom, nekompliciranom brucelozom, obično se oporave za 2 do 3 tjedna. Komplikacije su rijetke, a uključuju subakutni bakterijski endokarditis, meningitis, encefalitis, neuritis, orhitis, kolecistitis, apsces jetre i lezije na kostima.

## Dijagnoza
Broj leukocita je obično normalan ili smanjen s relativnom ili apsolutnom limfocitozom za vrijeme akutnog stadija. Konačna dijagnoza osniva se na izolaciji organizama, obično iz krvi ili rjeđe, iz likvora, urina ili tkiva. Vrlo su važni također i serološki rezultati, a testovi aglutinacije su osobito značajni kad je titar 1:160 ili veći. Testovima aglutinacije na brucelu treba ispitati titrove IgG i IgM protutijela, jer IgM protutijela ukazuju na aktivnu bolest. Tako, ako je test aglutinacije pozitivan, čak i bez bakteriološkog dokaza, dijagnoza je vjerojatna ako postoji anamnestički podatak o ekspoziciji inficiranim životinjama ili životinjskim produktima, relevantni epidemiološki podaci i karakteristični klinički nalazi i tijek bolesti. Kožni testovi s Brucella antigenima imaju malu vrijednost u dijagnosticiranju aktivne bruceloze.

## Profilaksa
Kako bi se spriječila humana infekcija brucelom, mlijeko treba pasterizirati; svježi sir može biti kontaminiran. Osobe koje rukuju životinjama ili truplima za koje se sumnja da su zaražena, trebaju nositi zaštitne naočale i gumene rukavice i trebaju zaštititi ozljeđenu kožu od ekspozicije. Trenutačno su u SAD i nekoliko drugih zemalja, potrebni programi za otkrivanje i eliminiranje zaraženih životinja i za cijepljenje seronegativne mladunčadi stoke i svinja.

## Liječenje
Budući da je monoterapija povezana s visokom incidencijom relapsa, kombinirana terapija se upotrebljava kad god je to moguće. Doksiciklin 100 mg PO dva puta na dan (ili tetraciklin 500 mg PO četiri puta na dan) kroz 3 do 6 tjedana, uz streptomicin 1 gr IM svakih 12 ili 24 h kroz 14 dana, smanjuje učestalost relapsa. Kod djece < 8 godina upotrebljavao se kotrimoksazol sa streptomicinom ili peroralnim rifampicinom kroz 4 do 6 tjedana. Jaka muskuloskeletna bol, osobito u području kralježnice, može zahtijevati analgeziju. 
Aktivnost bolesnika treba ograničiti u akutnim slučajevima, a mirovanje u krevetu preporuča se za vrijeme febrilnih razdoblja.
|  | Molimo pročitajte upozorenje o korištenju medicinskih informacija. Ne provodite liječenje bez savjetovanja s liječnikom! |